# Rindo Makoto
Makoto Rindo (林堂 眞 Rindō Makoto, sinh ngày 21 tháng 11 năm 1989 ở Osaka) là một cầu thủ bóng đá người Nhật Bản thi đấu cho Ehime FC.

## Thống kê câu lạc bộ
Cập nhật đến ngày 23 tháng 2 năm 2018.
| Thành tích câu lạc bộ | Thành tích câu lạc bộ | Thành tích câu lạc bộ | Giải vô địch | Giải vô địch | Cúp                   | Cúp                   | Cúp Liên đoàn | Cúp Liên đoàn | Tổng cộng | Tổng cộng |
| Mùa giải              | Câu lạc bộ            | Giải vô địch          | Số trận      | Bàn thắng    | Số trận               | Bàn thắng             | Số trận       | Bàn thắng     | Số trận   | Bàn thắng |
| Nhật Bản              | Nhật Bản              | Nhật Bản              | Giải vô địch | Giải vô địch | Cúp Hoàng đế Nhật Bản | Cúp Hoàng đế Nhật Bản | J. League Cup | J. League Cup | Tổng cộng | Tổng cộng |
| --------------------- | --------------------- | --------------------- | ------------ | ------------ | --------------------- | --------------------- | ------------- | ------------- | --------- | --------- |
| 2012                  | Ventforet Kofu        | J1 League             | 0            | 0            | 1                     | 0                     | –             | –             | 1         | 0         |
| 2013                  | Ventforet Kofu        | J1 League             | 0            | 0            | –                     | –                     | 3             | 0             | 3         | 0         |
| 2013                  | Gainare Tottori       | J2 League             | 24           | 2            | 2                     | 0                     | –             | –             | 26        | 2         |
| 2014                  | Ehime FC              | J2 League             | 34           | 2            | 2                     | 0                     | –             | –             | 36        | 2         |
| 2015                  | Ehime FC              | J2 League             | 42           | 1            | 1                     | 0                     | –             | –             | 43        | 1         |
| 2016                  | Ehime FC              | J2 League             | 42           | 0            | 1                     | 0                     | –             | –             | 43        | 0         |
| 2017                  | Ehime FC              | J2 League             | 39           | 1            | 0                     | 0                     | –             | –             | 39        | 1         |
| Tổng cộng sự nghiệp   | Tổng cộng sự nghiệp   | Tổng cộng sự nghiệp   | 181          | 6            | 7                     | 0                     | 3             | 0             | 191       | 6         |